# 圣胡安 (巴利阿里群岛)
圣胡安（西班牙語：San Juan）是西班牙巴利阿里群岛的一个市镇。总面积39平方公里，总人口1634人（2001年），人口密度42人/平方公里。